# Hlîneț, Iavoriv
Hlîneț (în ucraineană Глинець) este un sat în comuna Vijomlea din raionul Iavoriv, regiunea Liov, Ucraina.

## Demografie
Componența lingvistică a localității Hlîneț
     Ucraineană (99,53%)
     Alte limbi (0,47%)
Conform recensământului din 2001, majoritatea populației localității Hlîneț era vorbitoare de ucraineană (99,53%), existând în minoritate și vorbitori de alte limbi.